# ICAO空港コードの一覧/M
ICAOコードによる空港の一覧：A - B - C - D - E - F - G - H - I - J - K（KA - KG - KN） - L - M - N - O - P - Q - R - S - T - U - V - W - X - Y - Z
この一覧では次のような形式で列挙する。
- ICAOコード（IATAコード）– 空港名 – 空港の所在地

## MB - タークス・カイコス諸島
カテゴリと一覧も参照
- MBAC       - アンバーグリス・ケイ空港 - Ambergris Cay（英語版）
- MBGT (GDT) - JAGSマッカートニー国際空港（英語版） - グランドターク島
- MBMC (MDS) - ミドル・カイコス空港（英語版） - Middle Caicos（英語版）
- MBNC (NCA) - ノース・カイコス空港（英語版） - North Caicos（英語版）
- MBPI (PIC) - パイン・ケイ空港 - Pine Cay（英語版）
- MBPV (PLS) - プロビデンシアリス国際空港 - プロビデンシアレス島
- MBSC (XSC) - サウス・カイコス空港（英語版） - South Caicos（英語版）
- MBSY (SLX) - ソルト・ケイ空港（英語版） - Salt Cay, Turks Islands（英語版）

## MD - ドミニカ共和国
カテゴリと一覧も参照
- MDAB (EPS) - Arroyo Barril International Airport（英語版） - サマナ州
- MDBH (BRX) - María Montez International Airport（英語版） - Barahona (city)（英語版）
- MDCR (CBJ) - Cabo Rojo Airport（英語版） - Pedernales, Dominican Republic（英語版）
- MDCZ (COZ) - Constanza Airport（英語版） - Constanza, Dominican Republic（英語版）
- MDCY (AZS) - Samaná El Catey International Airport（英語版） - Samaná (city)（英語版）
- MDHE (HEX) - Herrera International Airport（英語版） - サントドミンゴ (closed February 2006)
- MDJB (JBQ) - La Isabela International Airport（英語版） - サントドミンゴ
- MDLR (LRM) - La Romana International Airport（英語版） - ラ・ロマーナ
- MDPC (PUJ) - プンタ・カナ国際空港 - プンタ・カナ / イグエイ
- MDPO (EPS) - El Portillo Airport（英語版） - サマナ州
- MDPP (POP) - Gregorio Luperón International Airport（英語版） - プエルト・プラタ
- MDSB (SNX) - Sabana de la Mar Airport（英語版） - Sabana de la Mar（英語版）
- MDSD (SDQ) - ラス・アメリカス国際空港 (Dr. José Fco. Peña Gómez) - Punta Caucedo（英語版） (サントドミンゴ近郊)
- MDSI       - San Isidro Air Base（英語版） - San Isidro, Dominican Republic（英語版）
- MDSJ (SJM) - San Juan de la Maguana Airport（英語版） - San Juan de la Maguana（英語版）
- MDST (STI) - シバオ国際空港 - サンティアゴ・デ・ロス・カバリェロス

## MG - グアテマラ
カテゴリと一覧も参照
- MGBN       - Bananera Airport - Bananera, イサバル県
- MGCB (CBV) - Cobán Airport（英語版） - コバン, アルタ・ベラパス県
- MGCR (CMM) - Carmelita Airport - Carmelita, ペテン県
- MGCT (CTF) - Coatepeque Airport（英語版） - Coatepeque, Quetzaltenango（英語版）, ケツァルテナンゴ県
- MGES       - Esquipulas Airport - エスキプラス, チキムラ県
- MGGT (GUA) - ラ・アウロラ国際空港 - グアテマラシティ – グアテマラ県
- MGHT (HUG) - Huehuetenango Airport - ウェウェテナンゴ, ウェウェテナンゴ県
- MGLL       - La Libertad Airport - La Libertad, El Petén（英語版）, ペテン県
- MGML       - Malacatan Airport - Malacatan（英語版）, サン・マルコス県
- MGMM (MCR) - Melchor de Mencos Airport - メルチョル・デ・メンコス, ペテン県
- MGPB (PBR) - Puerto Barrios Airport（英語版） - プエルト・バリオス, イサバル県
- MGPP (PON) - Poptun Airport - Poptún（英語版）, ペテン県
- MGQC (AQB) - Quiché Airport（英語版） - Santa Cruz del Quiché（英語版）, キチェ県
- MGQZ (AAZ) - Quetzaltenango Airport（英語版） - ケツァルテナンゴ, ケツァルテナンゴ県
- MGRB (RUV) - Rubelsanto Airport - Rubelsanto, アルタ・ベラパス県
- MGRT (RER) - Retalhuleu Airport（英語版） / Base Aérea del Sur（英語版） - Retalhuleu（英語版）, レタルレウ県
- MGSJ       - サンホセ空港 - Puerto San José（英語版）, エスクィントラ県
- MGSM       - San Marcos Airport（英語版） - San Marcos, Guatemala（英語版）, サン・マルコス県
- MGTK (FRS) - ムンド・マヤ国際空港 (Santa Elena) - フローレス, ペテン県
- MGZA       - Zacapa Airport - Zacapa（英語版）, サカパ県

## MH - ホンジュラス
カテゴリと一覧も参照
- MHAM - Amapala Airport (Los Pelonas) - アマパラ
- MHCA (CAA) - Catacamas Airport - Catacamas（英語版）
- MHCC - Cenamer ACC/FIC - Cenamer
- MHCG - Comayagua Airport - コマヤグア
- MHCH - Choluteca Airport - Choluteca, Choluteca（英語版）
- MHCT - Puerto Castilla Airport - Puerto Castilla, Honduras（英語版）
- MHDU - Mocorón Airport (Durzona) - Mocorón
- MHIC - Isla del Cisne Airport - Isla del Cisne
- MHJU (JUT) - Juticalpa Airport - Juticalpa, Olancho（英語版）
- MHLC (LCE) - Golosón International Airport（英語版） - ラ・セイバ
- MHLE (LEZ) - La Esperanza Airport（英語版） - La Esperanza, Honduras（英語版）
- MHLM (SAP) - ラモン・ビジェダ・モラレス国際空港 - La Mesa (near サン・ペドロ・スーラ) (MHSP)
- MHMA (MRJ) - Marcala Airport（英語版） - Marcala（英語版）
- MHNJ (GJA) - Guanaja Airport（英語版） - Guanaja（英語版）
- MHNV - Nuevo Ocotepeque Airport - Nuevo Ocotepeque（英語版）
- MHOA (OAN) - Olanchito Airport - Olanchito（英語版）
- MHPE - El Progreso Airport - エル・プログレソ
- MHPL (PEU) - Puerto Lempira Airport（英語版） - プエルト・レンピラ
- MHPU - Puerto Cortes Airport - Puerto Cortes（英語版）
- MHRO (RTB) - Juan Manuel Gálvez International Airport（英語版） - ロアタン島
- MHRU (RUY) - Ruinas de Copan Airport - コパン・ルイナス
- MHSB - Santa Bárbara Airport（英語版） - Santa Bárbara, Honduras（英語版）
- MHSC (XPL) - Palmerola（英語版） - コマヤグア (MHPA/ENQ)
- MHSR (SDH) - Santa Rosa de Copán Airport - Santa Rosa de Copán（英語版）
- MHTG (TGU) - トンコンティン国際空港 - テグシガルパ
- MHTJ (TJI) - Trujillo Airport (Honduras)（英語版） - Trujillo, Colón（英語版）
- MHTE (TEA) - Tela Airport（英語版） - Tela（英語版）
- MHUT (UII) - Útila Airport（英語版） - Útila（英語版）
- MHYR (ORO) - Yoro Airport - Yoro（英語版）

## MK - ジャマイカ
カテゴリと一覧も参照
- MKBS (OCJ) - Ian Fleming International Airport（英語版） - オーチョ・リオス
- MKJP (KIN) - ノーマン・マンレー国際空港 - キングストン
- MKJS (MBJ) - サングスター国際空港 - モンテゴ・ベイ
- MKKJ (POT) - Ken Jones Airport（英語版） - Port Antonio（英語版）
- MKNG (NEG) - Negril Airport（英語版） - ネグリル
- MKTP (KTP) - Tinson Pen Airport（英語版） - キングストン

## MM - メキシコ
カテゴリと一覧も参照
- MMAA (ACA) - アカプルコ国際空港 - アカプルコ, ゲレーロ州
- MMAN (NTR) - Del Norte International Airport（英語版） - モンテレイ, ヌエボ・レオン州
- MMAS (AGU) - アグアスカリエンテス国際空港 - アグアスカリエンテス
- MMBT (HUX) - Bahías de Huatulco International Airport（英語版） - Huatulco（英語版）, オアハカ州
- MMCB (CVJ) - General Mariano Matamoros Airport（英語版） - クエルナバカ, モレロス州
- MMCC (ACN) - Ciudad Acuña International Airport（英語版） - Ciudad Acuña（英語版）, コアウイラ州
- MMCE (CME) - Ciudad del Carmen International Airport（英語版） - Ciudad del Carmen（英語版）, カンペチェ州
- MMCG (NCG) - Nuevo Casas Grandes Municipal Airport（英語版） - Nuevo Casas Grandes（英語版）, チワワ州
- MMCL (CUL) - クリアカン国際空港 - クリアカン, シナロア州
- MMCM (CTM) - Chetumal International Airport（英語版） - チェトゥマル, キンタナ・ロー州
- MMCN (CEN) - Ciudad Obregón International Airport（英語版） - シウダ・オブレゴン, ソノラ州
- MMCP (CPE) - Ing. Alberto Acuña Ongay International Airport（英語版） - カンペチェ, カンペチェ州
- MMCS (CJS) - シウダー・フアレス国際空港 - シウダー・フアレス, チワワ州
- MMCT (CZA) - Chichen Itza International Airport（英語版） - チチェン・イッツァ, ユカタン州
- MMCU (CUU) - ヘネラル・ロベルト・フィエロ・ヴィラロボス国際空港 - チワワ, チワワ州
- MMCV (CVM) - General Pedro J. Méndez National Airport（英語版） - シウダービクトリア, タマウリパス州
- MMCY (CYW) - Captain Rogelio Castillo National Airport（英語版） - セラヤ, グアナフアト州
- MMCZ (CZM) - Cozumel International Airport（英語版） - コスメル, キンタナ・ロー州
- MMDO (DGO) - General Guadalupe Victoria International Airport（英語版） - ドゥランゴ
- MMEP (TPQ) - Amado Nervo National Airport（英語版） - テピク, ナヤリット州
- MMES (ESE) - Ensenada Airport（英語版） - エンセナーダ
- MMGL (GDL) - ドン・ミゲル・イダルゴ・イ・コスティージャ国際空港 - グアダラハラ
- MMGM (GYM) - General José María Yáñez International Airport（英語版） - グアイマス, ソノラ州
- MMGR (GUB) - Guerrero Negro Airport（英語版） - ゲレロネグロ, バハ・カリフォルニア・スル州
- MMHO (HMO) - エルモシージョ国際空港 - エルモシージョ, ソノラ州
- MMIA (CLQ) - Lic. Miguel de la Madrid Airport（英語版） - コリマ
- MMIO (SLW) - Plan de Guadalupe International Airport（英語版） - サルティーヨ, コアウイラ州
- MMJA (JAL) - El Lencero Airport（英語版） - ハラパ, ベラクルス州
- MMLC (LZC) - Lázaro Cárdenas Airport（英語版） - Lázaro Cárdenas, Michoacán（英語版）
- MMLM (LMM) - Federal del Valle del Fuerte International Airport（英語版） - ロスモチス, シナロア州
- MMLO (BJX) - グアナフアト国際空港 - Silao, Guanajuato（英語版）
- MMLP (LAP) - ラ・パス国際空港 - ラパス
- MMLT (LTO) - Loreto International Airport（英語版） - ロレト
- MMMA (MAM) - General Servando Canales International Airport（英語版） - マタモロス
- MMMD (MID) - メリダ国際空港 - メリダ
- MMML (MXL) - ヘネラル・ロドルフォ・サンチェス・タボアダ国際空港 - メヒカリ, バハ・カリフォルニア州
- MMMM (MLM) - General Francisco J. Mujica International Airport（英語版） - モレリア, ミチョアカン州
- MMMT (MTT) - Minatitlán/Coatzacoalcos National Airport（英語版） - Minatitlán, Veracruz（英語版）
- MMMV (LOV) - Venustiano Carranza International Airport（英語版） - Monclova（英語版）, コアウイラ州
- MMMX (MEX) - メキシコ・シティ国際空港 - メキシコシティ
- MMMY (MTY) - モンテレイ国際空港 - モンテレイ, ヌエボ・レオン州
- MMMZ (MZT) - General Rafael Buelna International Airport（英語版） - マサトラン, シナロア州
- MMNL (NLD) - Quetzalcóatl International Airport（英語版） - ヌエボ・ラレド, タマウリパス州
- MMOX (OAX) - ソソコトラン国際空港 - オアハカ
- MMPA (PAZ) - El Tajín National Airport（英語版） - Poza Rica（英語版）, ベラクルス州
- MMPB (PBC) - プエブラ国際空港 - プエブラ
- MMPE (PPE) - Mar de Cortez International Airport（英語版） - Puerto Peñasco, Sonora（英語版）
- MMPG (PDS) - Piedras Negras International Airport（英語版） - ピエドラス・ネグラス, コアウイラ州
- MMPN (UPN) - Uruapan International Airport（英語版） - ウルアパン, ミチョアカン州
- MMPR (PVR) - プエルト・バヤルタ国際空港 - プエルト・バヤルタ, ハリスコ州
- MMPS (PXM) - Puerto Escondido International Airport（英語版） - プエルト・エスコンディード, オアハカ州
- MMQT (QRO) - Querétaro Intercontinental Airport（英語版） - ケレタロ, ケレタロ州
- MMRX (REX) - General Lucio Blanco International Airport（英語版） - レイノサ, タマウリパス州
- MMSC (SZT) - San Cristóbal de las Casas National Airport（英語版） - チアパス州
- MMSD (SJD) - ロス・カボス国際空港 - San José del Cabo（英語版）, バハ・カリフォルニア・スル州
- MMSF (SFH) - San Felipe International Airport（英語版） - San Felipe, Baja California（英語版）, バハ・カリフォルニア州
- MMSL (CSL) - Cabo San Lucas International Airport（英語版） - サンルーカス岬, バハ・カリフォルニア・スル州
- MMSM (NLU) - Santa Lucía Air Force Base Num 1（英語版） - スンパンゴ, メヒコ州
- MMSP (SLP) - Ponciano Arriaga International Airport（英語版） - サン・ルイス・ポトシ
- MMSZ (SCX) - Salina Cruz Airport（英語版） - サリナ・クルス, オアハカ州
- MMTC (TRC) - Francisco Sarabia International Airport（英語版） a.k.a. Torreón International Airport（英語版） - トレオン, コアウイラ州
- MMTG (TGZ) - アンヘル・アルビノ・コルソ国際空港, トゥストラ・グティエレス, チアパス州. Code formerly assigned to Francisco Sarabia National Airport（英語版）
- MMTJ (TIJ) - ヘネラル・アベラルド・L・ロドリゲス国際空港 - ティフアナ, バハ・カリフォルニア州
- MMTM (TAM) - General Francisco Javier Mina International Airport（英語版） - タンピコ, タマウリパス州
- MMTN (TSL) - Tamuín National Airport（英語版） - Tamuín（英語版）, サン・ルイス・ポトシ州
- MMTO (TLC) - Lic. Adolfo López Mateos International Airport（英語版） - トルーカ, メヒコ州
- MMTP (TAP) - タパチュラ国際空港 - タパチュラ, チアパス州
- MMUN (CUN) - カンクン国際空港 - カンクン, キンタナ・ロー州
- MMVA (VSA) - ビヤエルモサ国際空港 - ビヤエルモサ, タバスコ州
- MMVR (VER) - ベラクルス国際空港 - ベラクルス
- MMZC (ZCL) - General Leobardo C. Ruiz International Airport（英語版） a.k.a. La Calera Airport（英語版） - サカテカス
- MMZH (ZIH) - Ixtapa-Zihuatanejo International Airport（英語版） - Ixtapa（英語版）-Zihuatanejo（英語版）, ゲレーロ州
- MMZO (ZLO) - Playa de Oro International Airport（英語版） - マンサニージョ

## MN - ニカラグア
カテゴリと一覧も参照
- MNAL - Alamikamba Airport - Alamikamba, 北アトランティコ自治地域 (セラヤ県)
- MNAM - Altmira Airport - Altmira, ボアコ県
- MNBC - Boaco Airport - Boaco（英語版）, ボアコ県
- MNBL (BEF) - Bluefields Airport（英語版） - Bluefields（英語版）, 南アトランティコ自治地域 (セラヤ県)
- MNBR - Los Brasiles Airport（英語版） - Los Brasiles, マナグア県
- MNBZ (BZA) - Bonanza Airport（英語版） - Bonanza, Región Autónoma del Atlántico Norte（英語版）, 北アトランティコ自治地域 (セラヤ県)
- MNCH - Chinandega Airport（英語版） - チナンデガ, チナンデガ県
- MNCI (RNI) - Corn Island Airport（英語版） - コーン諸島, 南アトランティコ自治地域 (セラヤ県)
- MNCT - Corinto Airport - Corinto, Nicaragua（英語版）, チナンデガ県
- MNDM - Dos Montes Airport - Dos Montes, レオン県
- MNEP - La Esperanza Airport（英語版） - La Esperanza, 南アトランティコ自治地域 (セラヤ県)
- MNES - Estelí Airport - エステリ, エステリ県
- MNFC - Punta Huete Airport（英語版） - Punta Huete, マナグア県
- MNFF - El Bluff Airport - El Bluff（英語版）, 南アトランティコ自治地域 (セラヤ県)
- MNFM - Fertimar Airport - Fertimar, Chontales
- MNHG - Hato Grande Airport - Hato Grande, Chontales
- MNJG - Jinotega Airport - ヒノテガ, ヒノテガ県
- MNJU - Juigalpa Airport - Juigalpa（英語版）, Chontales
- MNKW - Karawala Airport - Karawala, 南アトランティコ自治地域 (セラヤ県)
- MNLL - Las Lajas Airport - Las Lajas, グラナダ県
- MNLN - León Airport (Nicaragua)（英語版） - レオン, レオン県
- MNLP - La Paloma Airport - La Paloma, リバス県
- MNMA - Macantaca Airport - Macantaca (Makantaca), 北アトランティコ自治地域 (セラヤ県)
- MNMG (MGA) - マナグア国際空港 (Augusto Cesar Sandino Intl) - マナグア, マナグア県
- MNMR - Montelimar Airport（英語版） - Montelimar, マナグア県
- MNNG (NVG) - Nueva Guinea Airport（英語版） - Nueva Guinea（英語版）, 南アトランティコ自治地域 (セラヤ県)
- MNPC (PUZ) - Puerto Cabezas Airport（英語版） - Puerto Cabezas（英語版）, 北アトランティコ自治地域 (セラヤ県)
- MNPP - El Papalonal Airport - El Papalonal, レオン県
- MNPR - Palo Ralo Airport - Palo Ralo, リオ・サン・フアン県
- MNRS - Rivas Airport - リバス, リバス県
- MNRT - Rosita Airport（英語版） - Rosita, Región Autónoma del Atlántico Norte（英語版）, 北アトランティコ自治地域 (セラヤ県)
- MNSC - San Carlos Airport (Nicaragua)（英語版） - San Carlos, Río San Juan（英語版）, リオ・サン・フアン県
- MNSI (SIU) - Siuna Airport（英語版） - Siuna（英語版）, 北アトランティコ自治地域 (セラヤ県)
- MNWP (WSP) - Waspam Airport（英語版） - Waspam（英語版）, 北アトランティコ自治地域 (セラヤ県)

## MP - パナマ
カテゴリと一覧も参照
- MPBO (BOC) - Bocas del Toro "Isla Colón" International Airport（英語版） - Bocas Town, Bocas del Toro（英語版）
- MPCE (CTD) - Alonso Valderrama Airport - Chitré（英語版）, Herrera
- MPCH (CHX) - Captain Manuel Niño International Airport（英語版） - Changuinola（英語版）
- MPDA (DAV) - Enrique Malek International Airport（英語版） - ダビッド
- MPEJ (ONX) - Enrique Adolfo Jiménez Airport（英語版） - コロン
- MPFS       - Fort Sherman（英語版） - Fuerte Sherman
- MPHO (BLB) - Howard Air Force Base（英語版） (改名) - Balboa, Panama（英語版） MPPAを参照
- MPPA (BLB) - Panama Pacifico（英語版）, formerly Howard Air Force Base - Balboa, Panama（英語版）
- MPJE (JQE) - Jaque Airport - Jaque
- MPLP (PLP) - Captain Ramon Xatruch Airport - La Palma, Panama（英語版）
- MPMG (PAC) - Albrook "Marcos A. Gelabert" International Airport（英語版） - パナマ市
- MPNU       - Augusto Vergara Airport（英語版） - ロス・サントス県
- MPOA (PUE) - Puerto Obaldia Airport（英語版） - Puerto Obaldia（英語版）
- MPSM (RIH) - Río Hato Airport（英語版） - Rio Hato（英語版）
- MPSA (SYP) - Ruben Cantu Airport（英語版） - Santiago de Veraguas（英語版）
- MPTO (PTY) - トキュメン国際空港 - パナマ市
- MPVR (PVE) - El Porvenir Airport（英語版） - El Porvenir, Panama（英語版）
- MPWN (NBL) - San Blas Airport - Wannukandi

## MR - コスタリカ
カテゴリと一覧も参照
- MRAN (FON) - La Fortuna Arenal Airport（英語版） - La Fortuna（英語版）
- MRAO (TTQ) - Tortuguero Airport（英語版） - Tortuguero, Costa Rica（英語版）
- MRBA (BAI) - Buenos Aires Airport (Costa Rica)（英語版） - Buenos Aires
- MRBC (BCL) - Barra del Colorado Airport（英語版） - Barra del Colorado
- MRCA (CSC) - Codela Airport - Cañas
- MRCC (OTR) - Coto 47 Airport（英語版） - Coto 47
- MRCH - Chacarita Airport - Chacarita
- MRCR (PLD) - Carrillo Airport（英語版） - Puerto Carrillo（英語版）
- MRCV - Cabo Velas Airport - Cabo Velas
- MRDK (DRK) - Drake Bay Airport（英語版） - Drake Bay, Costa Rica（英語版）
- MRDO - Dieciocho Airport (military) - エイティーンス・ストリート・ギャング
- MREC - El Carmen de Siquirres Airport - El Carmen de Siquirres
- MRFI - Nuevo Palmar Sur Airport - Nuevo Palmar Sur
- MRFS - Finca 63 Airport（英語版） - Finca 63（英語版）
- MRGF (GLF) - Golfito Airport（英語版） - Golfito（英語版）
- MRGP (GPL) - Guápiles Airport（英語版） - Guápiles
- MRIA (PBP) - Punta Islita Airport（英語版） - Punta Islita
- MRLB (LIR) - ダニエル・オドゥベール国際空港 - リベリア
- MRLC (LSL) - Los Chiles Airport - Los Chiles（英語版）
- MRLE - Laurel Airport (Costa Rica)（英語版） - Laurel
- MRLF - La Flor Airport - La Flor
- MRLM (LIO) - Limón International Airport（英語版） - リモン
- MRLP (LSP) - Las Piedras Airport - Las Piedras
- MRLT - Las Trancas Airport - Las Trancas（英語版）
- MRNC (NCT) - Nicoya Guanacaste Airport - Nicoya Guanacaste
- MRNS (NOB) - Nosara Airport（英語版） - Nosara（英語版）
- MROC (SJO) - フアン・サンタマリーア国際空港 - サンホセ
- MRPA - Palo Arco Airport - Palo Arco
- MRPD - Pandora Airport - Pandora
- MRPJ (PJM) - Puerto Jimenez Airport（英語版） - Puerto Jimenez（英語版）
- MRPM (PMZ) - Palmar Sur Airport（英語版） - Palmar Sur（英語版）
- MRPV (SYQ) - Tobías Bolaños International Airport（英語版） - サンホセ
- MRQP (XQP) - Quepos Managua Airport（英語版） - Quepos（英語版）
- MRRF (RFR) - Rio Frio O Progreso Airport - Rio Frio O Progreso
- MRSA - San Alberto Airport - San Alberto
- MRSG - Santa Clara de Guapiles Airport - Santa Clara de Guapiles
- MRSL - Salama Airport - Salama
- MRSO - Santa Maria de Guacimo Airport - Santa Maria de Guacimo
- MRSV (TOO) - San Vito de Java Airport - San Vito de Java
- MRTM (TNO) - Tamarindo Airport（英語版） - Tamarindo, Costa Rica（英語版）
- MRTR (TMU) - Tambor Airport（英語版） - Tambor
- MRUP (UPL) - Upala Airport - Upala（英語版）

## MS - エルサルバドル
カテゴリと一覧も参照
- MSBS - バリリャス空港 - バリリャス
- MSCB - ラ・カバナ空港 - ラ・カバナ
- MSCD - セイバ・ドブラダ空港 - セイバ・ドブラダ
- MSCH - ラ・チェポナ空港 - ラ・チェポナ
- MSCM - コラル・デ・ムラス空港 - コラル・デ・ムラス
- MSCN - クミチン空港 - クミチン
- MSCR - ラ・カレーラ空港 - ラ・カレーラ（英語版）
- MSCS - ラス・カチャス空港 - ラス・カチャス
- MSEJ - エル・ホコティージョ空港 - エル・ホコティージョ
- MSER - エントレ・リオス空港 - エントレ・リオス
- MSES - エスピリトゥ・サント空港 - エスピリトゥ・サント
- MSET - エル・タマリンド空港（英語版） - エル・タマリンド
- MSLD - ロス・コマンドス空港 - ロス・コマンドス (San Francisco Gotera（英語版）)
- MSLP (SAL) - エルサルバドル国際空港 - サンサルバドル
- MSPP - エル・パパロン空港 - エル・パパロン
- MSPT - エル・プラタナール空港 - エル・プラタナール
- MSRC - エル・ロンコ空港 - エル・ロンコ
- MSSA - エル・パルマー空港 - サンタ・アナ
- MSSC - サンタ・クララ空港（英語版） - サンタ・クララ
- MSSJ - プンタ・サン・ファン空港 - プンタ・サン・ファン
- MSSM - サンミゲル空港 (エル・パパロン) - サンミゲル
- MSSS - イロパンゴ国際空港（英語版） - サンサルバドル
- MSZT - エル・サポテ空港 - エル・サポテ

## MT - ハイチ
カテゴリと一覧も参照
- MTCA (CYA) - アントワーヌ＝シモン空港（英語版） - レカイ
- MTCH (CAP) - カパイシャン国際空港（英語版） - カパイシャン
- MTJA (JAK) - ジャクメル空港（英語版） - ジャクメル
- MTJE (JEE) - ジェレミー空港（英語版） - ジェレミー
- MTPP (PAP) - ポルトープランス国際空港 (Toussaint Louverture Int'l) - ポルトープランス
- MTPX (PAX) - ポールドペ空港（英語版） - ポールドペ

## MU - キューバ
カテゴリと一覧も参照
- MUBA (BCA) - グスターヴォ・リゾ空港（英語版） - バラコア, グァンタナモ州
- MUBR       - ラス・ブルーハス空港（英語版） - サンタ・マリア島（英語版）, ビジャ・クララ州
- MUBY (BYM) - カルロス・マヌエル・デ・セスペデス空港（英語版） - バヤモ, グランマ州
- MUCA (AVI) - マキシモ・ゴメス空港（英語版） - シエゴ・デ・アビラ, シエゴ・デ・アビラ州
- MUCB       - カイバリエン空港 - カイバリエン（英語版）, ビジャ・クララ州 (廃止)
- MUCC (CCC) - ハルディネス・デル・レイ国際空港（英語版） - カヨ・ココ（英語版）, シエゴ・デ・アビラ州
- MUCF (CFG) - ハイメ・ゴンサレス空港（英語版） - シエンフエーゴス, シエンフエーゴス州
- MUCL (CYO) - ヴィロ・アクーニャ空港（英語版） - カヨ・ラルゴ・デル・スル（英語版）, 青年の島
- MUCM (CMW) - イグナシオ・アグラモンテ国際空港（英語版） - カマグエイ, カマグエイ州
- MUCO       - コロン空港 - コロン（英語版）, マタンサス州
- MUCU (SCU) - アントニオ・マセロ空港（英語版） - サンティアーゴ・デ・クーバ, サンティアーゴ・デ・クーバ州
- MUFL       - フロリダ空港（英語版） - フロリダ（英語版）, カマグエイ州
- MUGM (NBW) - リーワード・ポイント飛行場（グァンタナモ米軍基地） - グアンタナモ湾, グァンタナモ州
- MUGT (GAO) - マリアナ・グラハレス空港 - グアンタナモ, グァンタナモ州
- MUGV       - グアルダラバカ空港（英語版） - グアルダラバカ（英語版）, オルギン州
- MUHA (HAV) - ホセ・マルティ国際空港 - ハバナ, ハバナ州
- MUHG (HOG) - フランク・パイス空港（英語版） - オルギン, オルギン州
- MUKW (VRO) - カワマ空港（英語版） - バラデーロ, マタンサス州
- MULB       - シウダード・リベルタード空港（英語版） - ハバナ, ハバナ州
- MULM (LCL) - ラ・コロマ空港（英語版） - ピナール・デル・リオ, ピナール・デル・リオ州
- MUMA (UMA) - プンタ・デ・マイシ空港（英語版） - マイシ（英語版）; グァンタナモ州
- MUMG       - マナグア空港（英語版） - ハバナ; ハバナ州
- MUML       - マリエル空港 - マリエル（英語版）, ハバナ州 (廃止)
- MUMO (MOA) - オレステス・アコスタ空港（英語版） - モア（英語版）, オルギン州
- MUMZ (MZO) - シエラ・マエストラ空港（英語版） - マンサニヨ（英語版）, グランマ州
- MUNB (QSN) - サン・ニコラス・デ・バリ空港（英語版） - サン・ニコラス・デ・バリ（英語版）, ハバナ州
- MUNC (ICR) - ニカロ空港（英語版） - ニカロ（英語版） (廃止)
- MUNG (GER) - ラファエル・カブレラ空港（英語版） - ヌエバ・ヘローナ, 青年の島
- MUOC       - カヨ・ココ空港（英語版） - カヨ・ココ（英語版）, シエゴ・デ・アビラ州 (廃止)
- MUPB (UPB) - プラヤ・バラコア空港（英語版） - ハバナ, ハバナ州
- MUPR (QPD) - ピナール・デル・リオ空港（英語版） - ピナール・デル・リオ, ピナール・デル・リオ州
- MUSA       - サン・アントニオ・デ・ロス・バニョス空軍基地（英語版） - サン・アントニオ・デ・ロス・バニョス（英語版）, ハバナ州
- MUSC (SNU) - アビル・サンタ・マリア空港（英語版） - サンタ・クララ, ビジャ・クララ州
- MUSJ (SNJ) - サン・ジュリアン空軍基地（英語版） - ピナール・デル・リオ, ピナール・デル・リオ州
- MUSL       - ホアキン・アグエロ空港（英語版） - プラヤ・サンタ・ルチア（英語版）, カマグエイ州
- MUSN (SZJ) - シグアネア空港（英語版） - 青年の島
- MUSS (USS) - サンクティ・スピリトゥス空港（英語版） - サンクティ・スピリトゥス, サンクティ・スピリトゥス州
- MUTD (TND) - アルベルト・デルガド空港（英語版） - トリニダ, サンクティ・スピリトゥス州
- MUVR (VRA) - フアン・グアルベルト・ゴメス空港（英語版） - バラデーロ, マタンサス州
- MUVT (VTU) - エルマノス・アメイヘイラス空港（英語版） - ラス・トゥーナス, ラス・トゥーナス州

## MW - ケイマン諸島
カテゴリと一覧も参照
- MWCB (CYB) - キャプテン・チャールズ・カークコーネル国際空港（英語版） - ケイマンブラック
- MWCG - グランドケイマン空港 - グランドケイマン
- MWCL (LYB) - エドワード・ボーデン空港（英語版） - リトルケイマン
- MWCR (GCM) - オーエン・ロバーツ国際空港 - ジョージタウン

## MY - バハマ
カテゴリと一覧も参照
- MYAB (MAY) - Clarence A. Bain Airport（英語版） - アンドロス島
- MYAF (ASD) - Andros Town International Airport（英語版） - Andros Town（英語版）, アンドロス島
- MYAG - Gorda Cay Airport (private) - キャスタウェイ・ケイ, Abaco Islands（英語版）
- MYAK (TZN) - South Andros Airport（英語版） - Congo Town（英語版）, アンドロス島
- MYAM (MHH) - Marsh Harbour Airport（英語版） - Marsh Harbour（英語版）, Abaco Islands（英語版）
- MYAN (SAQ) - San Andros Airport（英語版） - アンドロス島
- MYAO - Mores Island Airport（英語版） - Mores Island, Abaco Islands（英語版）
- MYAP (AXP) - Spring Point Airport（英語版） - Spring Point, アクリンズ
- MYAS - Sandy Point Airport（英語版） - Sandy Point, Bahamas（英語版）, Abaco Islands（英語版）
- MYAT (TCB) - Treasure Cay Airport（英語版） - Treasure Cay（英語版）, Abaco Islands（英語版）
- MYAW (WKR) - Walker Cay Airport（英語版） - Walker Cay, Abaco Islands（英語版）
- MYAX - Spanish Cay Airport（英語版） - Spanish Cay, Abaco Islands（英語版）
- MYBC (CCZ) - Chub Cay International Airport（英語版） - Chub Cay（英語版）, ベリー諸島
- MYBG (GHC) - Great Harbour Cay Airport（英語版） - Great Harbour Cay（英語版）, ベリー諸島
- MYBO - Ocean Cay Airport（英語版） - Ocean Cay, ビミニ
- MYBS (BIM) - South Bimini Airport（英語版） - ビミニ
- MYBW - Big Whale Cay Airport（英語版） - Big Whale Cay, ベリー諸島
- MYBX - Lt. Whale Cay Airport（英語版） - Lt. Whale Cay, ベリー諸島
- MYCA (ATC) - Arthur's Town Airport（英語版） - Arthur's Town（英語版）, キャット島
- MYCB (TBI) - New Bight Airport（英語版） - New Bight, キャット島
- MYCC - Cat Cay Airport（英語版） - Cat Cay（英語版）, ビミニ
- MYCH - Hawks Nest Airport（英語版） - Hawks Nest, キャット島
- MYCI (CRI) - Colonial Hill Airport（英語版） - Colonial Hill, Acklins and Crooked Islands（英語版）
- MYCP - Pitts Town Airport（英語版） - Pitts Town, Acklins and Crooked Islands（英語版）
- MYCS - Cay Sal Airport（英語版） - ダブル・ヘディッド・ショット諸島
- MYCX - Cutlass Bay Airport（英語版） - Cutlass Bay, キャット島
- MYEB - Black Point Airport（英語版） - ブラック・ポイント, エグズーマ・アンド・キーズ
- MYEC (CEL) - Cape Eleuthera Airport（英語版） (閉鎖) - Cape Eleuthera, エルーセラ島
- MYEF (GGT) - Exuma International Airport（英語版） - エグズーマ・アンド・キーズ, エグズーマ・アンド・キーズ
- MYEG - George Town Airport（英語版） - エグズーマ・アンド・キーズ, エグズーマ・アンド・キーズ
- MYEH (ELH) - North Eleuthera Airport（英語版） - ノース・エルーセラ, エルーセラ島
- MYEL - Lee Stocking Airport（英語版） - Lee Stocking, エグズーマ・アンド・キーズ
- MYEM (GHB) - Governor's Harbour Airport（英語版） - Governor's Harbour（英語版）, エルーセラ島
- MYEN (NMC) - Norman's Cay Airport（英語版） - Norman's Cay（英語版）, エグズーマ・アンド・キーズ
- MYER (RSD) - Rock Sound International Airport（英語版） - Rock Sound（英語版）, エルーセラ島
- MYES (TYM) - Staniel Cay Airport（英語版） - Staniel Cay, エグズーマ・アンド・キーズ
- MYEY - Hog Cay Airport（英語版） - Hog Cay, エグズーマ・アンド・キーズ
- MYGF (FPO) - グランドバハマ国際空港 (Freeport Int'l) - フリーポート, グランド・バハマ島
- MYGW (WTD) - West End Airport（英語版） - グランド・バハマ島
- MYIG (IGA) - Inagua Airport（英語版） - Matthew Town（英語版）, イナグア島
- MYLD (LGI) - Deadman's Cay Airport（英語版） - Deadman's Cay, Long Island (Bahamas)（英語版）
- MYLM - Cape Santa Maria Airport（英語版） - Cape Santa Maria, Long Island (Bahamas)（英語版）
- MYLR - Hard Bargain Airport（英語版） - Long Island (Bahamas)（英語版）
- MYLS (SML) - Stella Maris Airport（英語版） - Long Island (Bahamas)（英語版）
- MYMM (MYG) - Mayaguana Airport（英語版） - マヤグアナ島
- MYNN (NAS) - リンデン・ピンドリング国際空港 (Nassau Intl) - ナッソー, ニュープロビデンス島
- MYPI (PID) - New Providence Airport（英語版） - Paradise Island（英語版）, ニュープロビデンス島
- MYRD (DCT) - Duncan Town Airport（英語版） - Duncan Town, ラグド島
- MYRP - Port Nelson Airport（英語版） - Port Nelson, Rum Cay（英語版）
- MYSM (ZSA) - San Salvador Airport（英語版） - Cockburn Town, サン・サルバドル島

## MZ - ベリーズ
カテゴリと一覧も参照
- MZBZ (BZE) - フィリップス・S・W・ゴールドソン国際空港 - ベリーズシティ